# Inspecteur Sergil (série de films)
 Pour plus de détails, voir Fiche technique et Distribution
Inspecteur Sergil est une série de films français qui a débuté en 1947 en France, et s'est terminée en 1952.

## Filmographie
Cette série est composée de :
- Inspecteur Sergil réalisé par Jacques Daroy, sorti en 1947.
- Sergil et le Dictateur réalisé par Jacques Daroy, sorti en 1948.
- Sergil chez les filles réalisé par Jacques Daroy, sorti en 1952.

## Fiche technique
| Titre        | Inspecteur Sergil (1947) | Sergil et le Dictateur (1948) | Sergil chez les filles (1952) |
| ------------ | ------------------------ | ----------------------------- | ----------------------------- |
| Réalisateur  | Jacques Daroy            | Jacques Daroy                 | Jacques Daroy                 |
| Dialogues    | Jacques Daroy            |                               | Jacques Daroy                 |
| Scénariste   |                          | Jean Rey                      | Jacques Daroy                 |
| Musique      | Bruno Coquatrix          | Marceau Van Hoorebecke        | Marceau Van Hoorebecke        |
| Musique      |                          | Jean Yatove                   |                               |
| Son          | Robert Biard             |                               | Marcel Royne                  |
| Photographie | Marcel Lucien            | Jean Lehérissey               | Pierre Levent                 |
| Photographie |                          | Henri Moiroud                 |                               |
| Montage      | Jeanne Rongier           | Jeanne Rongier                | Jeanne Rongier                |
| Montage      | Gabriel Rongier          |                               |                               |
| Décors       |                          |                               | Paul Laurenti                 |
| Sortie       | 14 janvier 1947          | 13 octobre 1948               | 6 juin 1952                   |
| Durée        | 95 minutes               | 95 minutes                    | 92 minutes                    |
| Entrées      | 2 011 758                | ?                             | ?                             |
| Genre        | Film policier            | Film policier                 | Film policier                 |
| Distributeur | Les Films Constellation  | ?                             | Filmonde                      |

## Distribution
| L'inspecteur Sergil                      | Paul Meurisse  | Paul Meurisse   | Paul Meurisse   |
| Bijou                                    | Liliane Bert   | Liliane Bert    |                 |
| Monnier                                  | Jérôme Goulven | Jérôme Goulven  |                 |
| Goujon                                   | René Blancard  | René Blancard   |                 |
| Jacques Saugères                         | André Burgère  |                 |                 |
| Stan                                     | Marc Valbel    |                 |                 |
| Sandra Grégoriff                         | Dora Doll      |                 |                 |
| Le commandant                            | Raymond Loyer  |                 |                 |
| Le concierge                             | Henri Arius    |                 |                 |
| Dolorès                                  |                | Arlette Merry   |                 |
| Colette Marly                            |                | Gaby Bruyère    |                 |
| Ricardo Mendes                           |                | Henri Arius     |                 |
| La bonne                                 |                | Jacqueline Huet |                 |
| La logeuse                               |                | Mag-Avril       |                 |
| Élisabeth « Lily » Poirier               |                |                 | Claudine Dupuis |
| L'inspecteur Léon, adjoint de Sergil     |                |                 | Albert Dinan    |
| Gaston Brivaut, commerçant et trafiquant |                |                 | René Sarvil     |
| Fernand, le patron de la maison          |                |                 | Henri Arius     |
| Mireille Bérichou, une fille             |                |                 | Colette Deréal  |
| Mario, un chef de gang                   |                |                 | Michel Ardan    |